# Дјембе
Дјембе је мембранофони инструмент прекривен конопцем, свира се голим рукама, пореклом је из Западне Африке. Према народу Бамбара у Малију, назив дјембе потиче од изреке Anke djé, anke bé што у преводу значи Сви се окупљају у миру и дефинише његову сврху. На бамбарском језику дје је глагол за сакупити, а бе се преводи као мир. Састоји се од тела изрезбареног од тврдог дрвета и главе од необрађене сирове коже, најчешће од козје. Не рачунајући прстенове, дјембе има спољашњи пречник од 30—38 cm и висину 58—63 cm. Тежина се креће од пет до тринаест килограма и зависи од величине и материјала од ког је направљен. Обично је средње величине и тежине око девет килограма. Може произвести широк спектар звукова што га чини изузетно разноврсним бубњем. Веома је гласан што омогућава да се јасно чује као соло инструмент преко великог ансамбла удараљки. Традиционално га свирају само мушкарци, ретко је видети жене како га користе у Западној Африци. Африканке се чуде када виде жене које свирају дјембе.